# Emisión Digital
Emisión Digital es una plataforma de radio por Internet creada el 25 de julio de 2000 por la editora del diario El Mundo. Tras el boom de Internet de finales de los 90 fue creada con 16 canales de música con Rafael Revert como director fundador. La radio convencional se muere, el futuro es la radio digital fueron las declaraciones de su director el día de su estreno.
Fue conducida por E3 futura (Futura Networks Archivado el 27 de diciembre de 2007 en Wayback Machine.), empresa encargada de la organización de la Campus Party y que con la participación de los "oyentes" informaba acerca de este evento durante los días previos a su celebración.
Tras varios años de funcionamiento, fue vendida a Central Musical debido entre otras cosas, a su escasa rentabilidad.
- Datos: Q5831451